# Oecetis parva
Oecetis parva är en nattsländeart som först beskrevs av Banks 1907.  Oecetis parva ingår i släktet Oecetis och familjen långhornssländor. Inga underarter finns listade i Catalogue of Life.